# Philippe-Jacques van Bree
Philippe-Jacques van Bree (Anversa, 13 gennaio 1786 – Saint-Josse-ten-Noode, 16 febbraio 1871) è stato un pittore belga.

## Biografia
Nato ad Anversa nel 1786, condivise col fratello Mattheas (di cui fu allievo), l'amore per la pittura. Fu allievo anche di Petrus Johannes van Regemorter.
Assieme al fratello visitarono molte città d'Europa, fra cui Parigi e dove furono allievi nello studio di François-André Vincent. A Parigi frequentò anche lo studio di Girodet.
Mentre suo fratello, nel 1804 tornò ad Anversa, visitò Roma, la Germania e l'Inghilterra e lavorò a Pavia per diversi anni
Si dedicò a soggetti storici, di fantasia e di architettura. Fra quest'ultimi il governo belga acquistò la "Veduta dell'interno della basilica di San Pietro a Roma", regalandogli una medaglia d'oro, in aggiunta al prezzo stabilito per l'opera.
Divenne conservatore del Museo reale delle belle arti del Belgio a Bruxelles e morì a Saint-Josse-ten-Noode nel 1871.

## Galleria d'Immagini

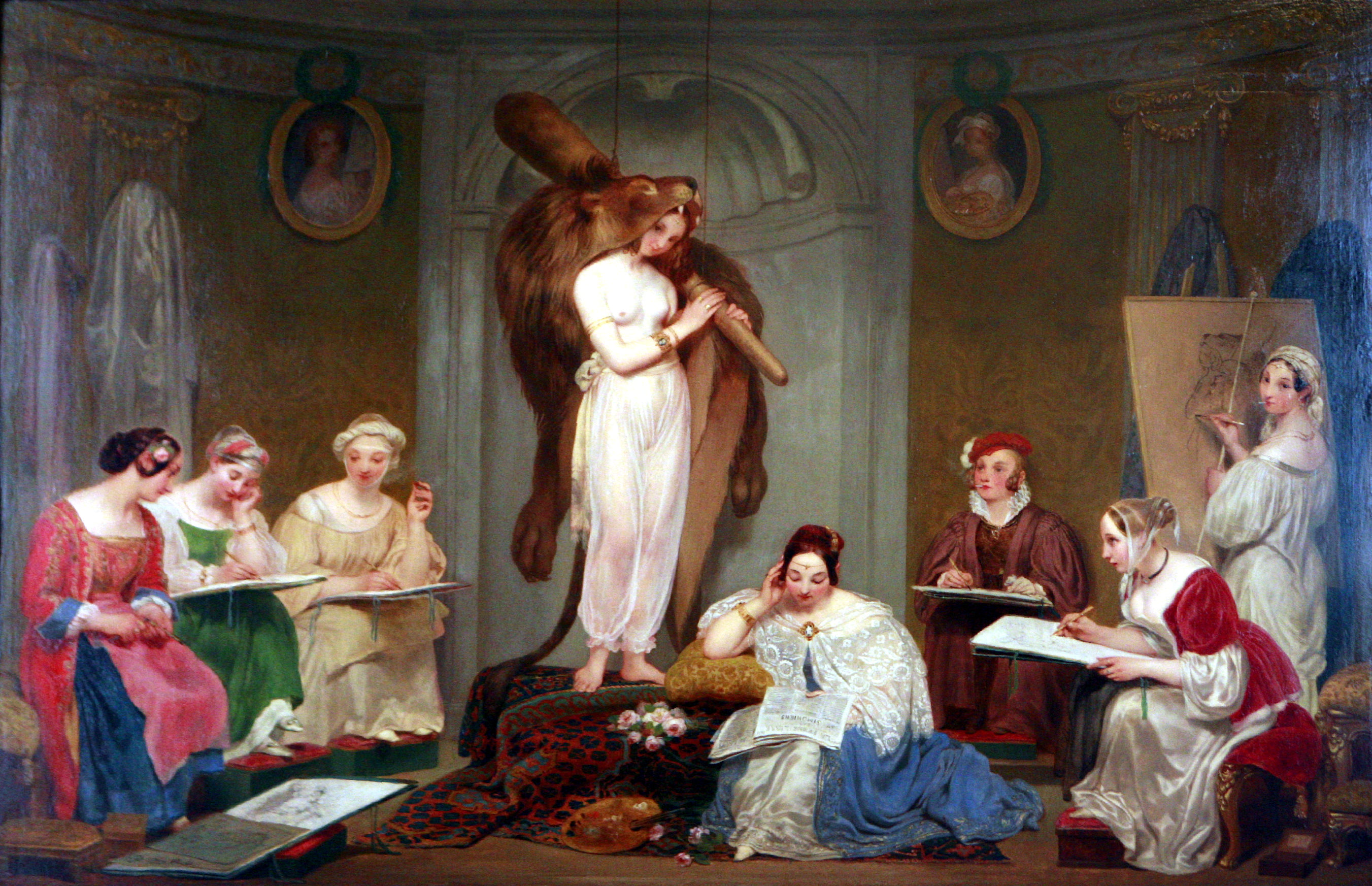
Studio di donne pittrici, 1831 Museo reale delle belle arti del Belgio
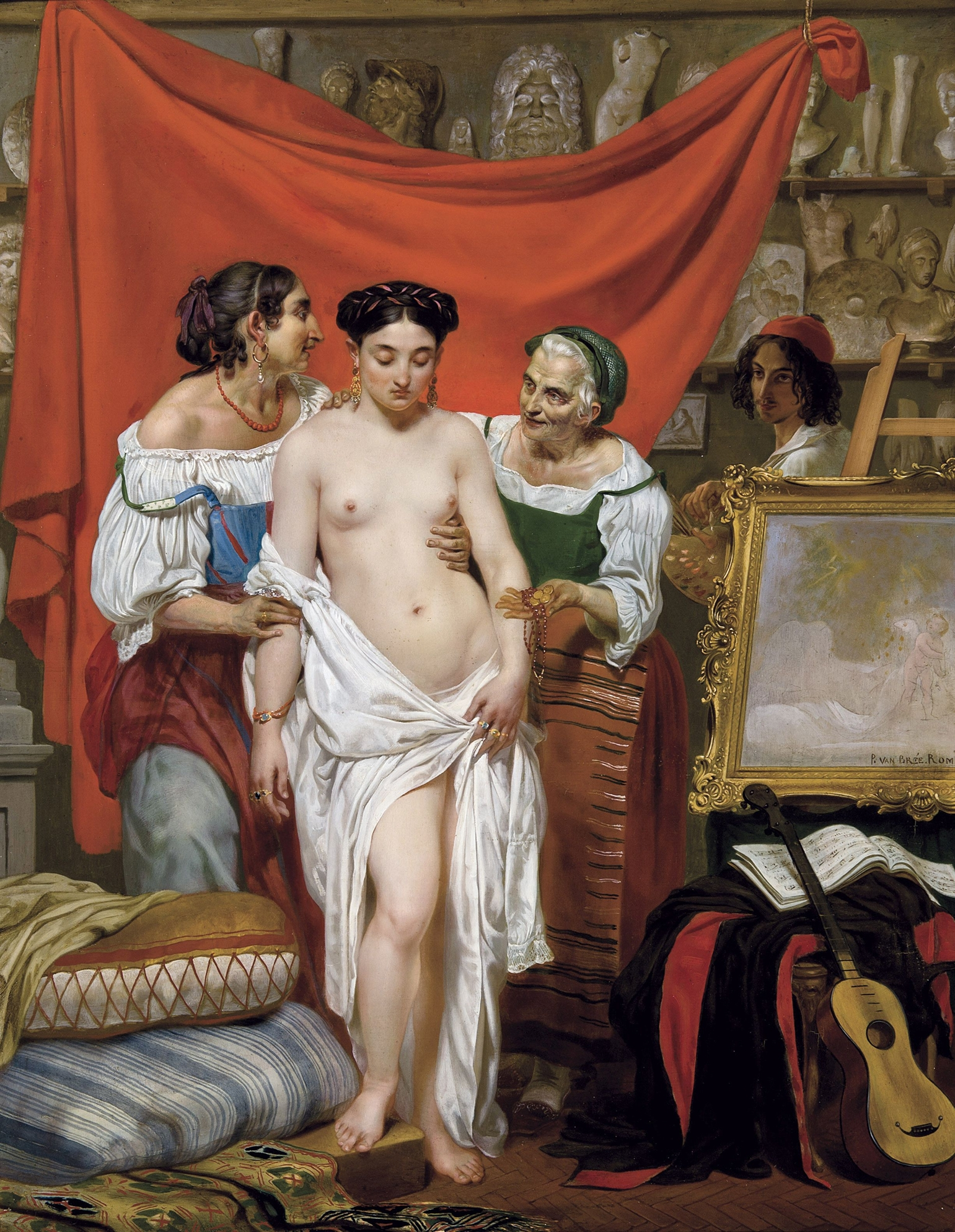
La prima posa. Studio dell'artista a Roma, 1833 (Collezione privata)
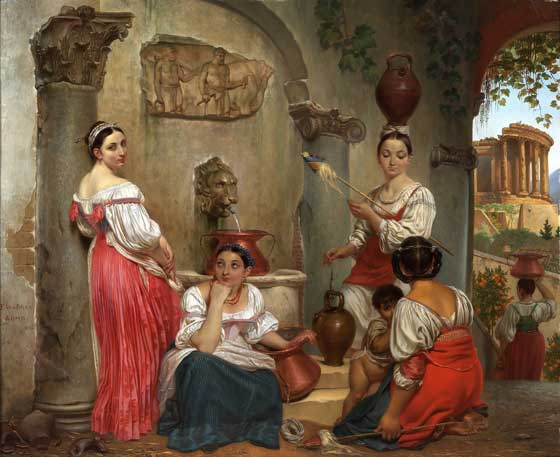
Presso la fontana, 1832 (Collezione privata)